# Pyriglena
Pyriglena (vuurogen) is een geslacht van vogels uit de familie Thamnophilidae. Het geslacht telt vijf soorten:
- Pyriglena atra  – Swainsons vuuroog
- Pyriglena leuconota  – Oostamazonevuuroog
- Pyriglena leucoptera  – Witschoudervuuroog
- Pyriglena maura  – Westelijke vuuroog
- Pyriglena similis  – Tapajósvuuroog